# Container Security Initiative

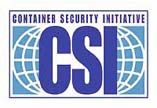
Logo du programme CSI.

La Container Security Initiative (CSI, Initiative sur la sécurité des conteneurs) est un programme lancé en janvier 2002 par le Service des douanes et de la protection des frontières (CPB) à la suite des attentats du 11 septembre 2001. Il vise à s'assurer de la sécurité de la chaîne logistique, en identifiant les conteneurs « à risque » le plus en amont possible. Le SAFE Port Act de 2006 a pérennisé ce programme en en faisant une obligation légale. Il est désormais devenu l'un des volets du Secure Freight Initiative (en), l'autre volet étant l'Importer Security Filing (en).

## Déploiement du programme
Dans le cadre de ce programme, des officiers du CPB ont été déployés dans des ports étrangers, en collaboration avec les Etats concernés (le Japon et le Canada, en particulier, sont en étroite collaboration avec les États-Unis sur ce programme, échangeant régulièrement des informations). Leur mission est essentiellement d'identifier les conteneurs suspects à travers l'Automated Targeting System (en); le cas échéant, ils demandent aux autorités portuaires locales de contrôler ces conteneurs (par scanner à rayons X, fouille, etc.).
Le programme CSI s'est focalisé sur les 20 ports les plus importants pour les États-Unis, desquels partent 2/3 des exportations (en volume de conteneurs) vers l'Amérique. 
En juin 2002, l'Organisation mondiale des douanes a passé une résolution proposant d'étendre à tous les États membres les dispositions prises dans le cadre du CSI. Cela a été suivi, le 22 avril 2004, par un accord entre l'Union européenne et les États-Unis concernant l'extension du CSI.
Après le SAFE Port Act de 2006 qui transforma le programme CSI d'une exigence réglementaire émanant d'une agence en une exigence législative, le Implementing Recommendations of the 9/11 Commission Act of 2007 (en) (9/11 Act) exigea que, d'ici à 2012, 100 % des porte-conteneurs à destination des États-Unis soient scannés avant leur entrée sur le territoire. Il s'agissait là d'une proposition émanant de la Commission parlementaire sur le 11 septembre.

## Budget
Le département de la Sécurité intérieure a dépensé 138 millions de dollars pour l'année fiscale 2006 et 143 millions de dollars pour 2007 pour la mise en œuvre du programme CSI.

## Ports étrangers participant au CSI
En septembre 2006, 47 ports étrangers participaient au programme, dont les ports de :
- Halifax, Montréal, et Vancouver (mars 2002) ;
- Rotterdam (2002) ;
- Le Havre (2002) ;
- Marseille (2005-01-07) ;
- Bremerhaven (2003-02-02) ;
- Hambourg (2003-02-09) ;
- Anvers (2003-02-23) ;
- Zeebruges (2004-10-29) ;
- Singapour (2003-03-10) ;
- Yokohama (2003-03-24) ;
- Tokyo (2004-05-21) ;
- Hong Kong (2003-05-05) ;
- Göteborg (2003-05-23) ;
- Felixstowe (2003-05-24) ;
- Liverpool, London Thamesport (en), Tilbury et Southampton (2004-11-01) ;
- Gênes (2003-06-16) ;
- La Spezia (2003-06-23) ;
- Livourne (2004-12-30) ;
- Naples (2004-09-30) ;
- Gioia Tauro (2004-10-31) ;
- Pusan (2003-08-04) ;
- Durban (2003-12-01) ;
- Port Kelang (2004-03-08) ;
- Tanjung Pelepas (2004-08-16) ;
- Le Pirée (2004-07-27) ;
- Algésiras  (2004-07-30) ;
- Nagoya et Kōbe (2004-08-06) ;
- Laem Chabang (2004-08-13) ;
- Dubaï (2005-03-26) ;
- Shanghai (2005-04-28) ;
- Shenzhen (2005-06-24) ;
- Kaohsiung (2005-07-25) ;
- Santos (2005-09-22) ;
- Colombo (2005-09-29) ;
- Buenos Aires (2005-11-17) ;
- Lisbonne (2005-12-14) ;
- Salalah (en) (2006-03-08) ;
- Puerto Cortés (2006-03-25) ;
- Caucedo (en) (2006) ;
- Kingston (2006) ;
- Freeport (2006).